# 山越正樹
山越 正樹（やまこし まさき、1972年4月26日 - ）は、日本の元子役。神奈川県横浜市出身。

## 来歴・人物
- 吉江企画[1]に所属していた。
- 1970年代後半から80年代半ばにかけて子役として活躍した。
- 1982年当時の家族構成は、両親・祖母・妹。[1]
- 1982年当時、「本番に強いやんちゃ坊主」と評されていた。[1]

## 出演作品
テレビドラマ
- 文子とはつ（1977年10月3日 - 1978年3月31日）[1]
- 七人の刑事 第4シリーズ 第29話・第56話（TBS, 1978年4月14日 - 1979年10月19日）
- 顔　死の断崖（ANB, 1978年11月18日）
- 大空港 第31話（CX, 1979年3月12日）
- 春の訪問者　ミセスとぼくとセニョールと！[1]（MBS, 1980年9月17日 - 1981年2月11日）- 貞治 役
- 日本悪妻に乾杯!（MBS, 1981年7月1日 - 9月9日）- 森野 太郎 役
- たそがれに標的を撃て（NTV, 1982年1月5日）
- さりげなく憎いやつ（MBS, 1982年3月4日 - 5月27日）- 原田 浩介 役
- 終りに見た街（ANB, 1982年8月16日）- 清水 稔 役
- 家族だから（CX, 1983年1月4日 - 2月25日）
- どっきり天馬先生(4)（CX, 1983年5月16日）- 孝 役
- 火曜サスペンス劇場「少年は見ていた」（NTV, 1983年11月1日） - 森谷健 役
- やさしい闘魚たち（TBS, 1984年9月5日 - 9月26日）- 明 役
- 家路の果て（ANB, 1985年3月30日）
- ママ、大変だァ！（ANB, 1985年7月4日 - 9月19日）- 矢沢 卓也 役
- ばあじんロード（TBS, 1989年7月21日）- 青葉 哲夫 役

映画
- ヒロシマのたたかい はだしのゲン PART3（1980年7月5日公開）- カッチン 役
- 夏服のイヴ（1984年7月7日公開）- 宗方 明 役